# Robert Delaunay
Robert Delaunay (París, 12 de abril de 1885 - Montpellier, 25 de octubre de 1941) fue un pintor francés. Junto a su esposa, Sonia Delaunay, fueron pioneros del arte abstracto y creadores del simultaneísmo.

## Trayectoria
Abandonó el cubismo, con sus formas geométricas y colores monocromáticos, para embarcarse en un  nuevo estilo, el orfismo, que se centró en las formas  circulares y en los colores brillantes y que ha sido también calificado de cubismo abstracto  o rayonismo. 
Su serie Ventanas (1912) constituyó uno de los  primeros ejemplos de un arte abstracto. Sus estudios sobre el ritmo y el movimiento se resuelven en series de cuadros basados en eventos deportivos, como Sprinters (1924-1926), que culminaron en impresionantes obras abstractas centradas en el ritmo, como sus últimas series "Ritmos" y "Ritmos eternos". Realizó igualmente escritos teóricos como el ensayo Sur la lumière, publicado en «Der Sturm» (1913), en traducción de Paul Klee. Con su esposa, la también artista Sonia Delaunay, residió un tiempo en España.